# Romance: En vivo
Romance: En vivo es un video de formato VHS del intérprete mexicano Luis Miguel de sus presentaciones durante la gira Tour Romance de 1992 (también conocida como Gira Romance) que lo llevó a lugares como Caracas, Venezuela, a Las Vegas, Estados Unidos, Sevilla, España, y México donde se vendieron 10 000 entradas en tan solo tres horas.

## Lista de canciones interpretadas
1. Introducción
2. Oro de ley
3. Amante del amor
4. Pupilas de gato
5. Hoy el aire huele a ti
6. Ahora te puedes marchar
7. Alguien como tú
8. Entrégate
9. Tengo todo excepto a ti
10. Será que no me amas
11. No me platiques más
12. Contigo en la distancia
13. La puerta
14. La mentira
15. Cuando vuelva a tu Lado
16. No sé tú
17. Inolvidable
18. Un hombre busca una mujer
19. Cuando calienta el sol